# Idiogramma bridwelli
Idiogramma bridwelli là một loài tò vò trong họ Ichneumonidae.